# Хіміч Василь Петрович
Василь Петрович Хіміч (Химич) (10 жовтня 1930, село Маньківка, тепер Гайсинського району Вінницької області — 16 квітня 2014, село Будьонне району імені Габіта Мусрепова Північноказахстанської області, Казахстан) — радянський діяч, цілинник, бригадир тракторно-польової бригади радгоспу «Ніжинський» Куйбишевського району Кокчетавської області Казахської РСР. Депутат Верховної ради СРСР 7-го скликання. Герой Соціалістичної Праці (8.04.1971).

## Життєпис
Народився в багатодітній селянській родині. Батько загинув на фронтах німецько-радянської війни.
Закінчив три класи школи. Трудову діяльність розпочав у 1946 році колгоспником, причіпником, потім трактористом Устянської машинно-тракторної станції (МТС) Бершадського району Вінницької області.
У 1950—1953 роках служив у Радянській армії.
У 1953—1954 роках — водій цукрового заводу в селі Красносілка Бершадського району Вінницької області.
У 1954—1955 роках навчався в ремісничому училищі сільського господарства у місті Гайвороні Кіровоградської області.
У 1955 році, здобувши спеціальність тракториста-комбайнера, Василь Хіміч, за путівкою Вінницького обкому ЛКСМ України, вирушив на освоєння цілинних та перелогових земель у Казахську РСР. У 1955—1957 роках працював трактористом, комбайнером, шофером радгоспу «Убаганський» Карасуського району Кустанайської області.
У 1957 році перейшов до радгоспу «Ніжинський» Рузаєвського (з 1969 року — Куйбишевського) району Кокчетавської області Казахської РСР (нині — район імені Габіта Мусрепова Північно-Казахстанської області Казахстану). Перші два роки працював шофером, трактористом, комбайнером радгоспу «Ніжинський». З січня 1960 по 1982 рік працював бригадиром 3-ї тракторно-польової бригади радгоспу «Ніжинський» Куйбишевського району Кокчетавської області. Член КПРС з 1961 року.
У 1969 році колектив бригади Хіміча отримав по 23,6 центнера зерна з гектара, собівартість одного центнера склала 2,07 рубля, що було нижче від планової на 1 рубль 76 копійок. Тоді передовій бригаді було присвоєно звання «Коллектив високої культури землеробства», а у радгоспі «Ніжинський» було утворено обласну школу передового досвіду.
У 1982—1992 роках — агроном у радгоспі імені Будьонного Куйбишевського району Кокчетавської області Казахської РСР.
З 1992 року — на пенсії. Помер 16 квітня 2014 року в селі Будьонне району імені Габіта Мусрепова.

## Нагороди
- Герой Соціалістичної Праці (8.04.1971)
- орден Леніна (8.04.1971)
- орден Жовтневої Революції (10.12.1973)
- два ордени Трудового Червоного Прапора (23.06.1966; 24.12.1976)
- Золота медаль ВДНГ СРСР
- Срібна медаль ВДНГ СРСР
- Бронзова медаль ВДНГ СРСР
- медалі
- Заслужений працівник сільського господарства Казахської РСР (27.08.1970)
- Почесний громадянин Північно-Казахстанської області (28.06.2011)